# كراسنودار
كراسنودار (بالروسية: Краснодар) هي إحدى مدن روسيا في الكيان الفدرالي الروسي كراسنودار كراي. عدد سكانها 700000 نسمة.
قام بتأسيس مدينة يكاتريندار (كراسنودار حاليا) عام 1792 احفاد قوزاق منطقة زابوروجيه الذين هاجروا إلى اراضي القوبان الخصبة بأمر من امبراطورة كاترينا الثانية بعد أن قامت روسيا بضم الأراضي الواقعة في شمال غرب القوقاز نتيجة انتصاراتها على تركيا. وكانت المدينة اولا معسكرًا تحول تدريجيا إلى قلعة قام القوزاق في داخلها بإنشاء 40 منزلا قوزاقيا كما هو معتاد لديهم. وكانت المستوطنات تحيط بكنيسة الثالوث المقدس المبنية من الخشب. ولم يتجاوز عدد السكان في المدينة عام 1794 600 نسمة يسكنون في 104 منزلا قوزاقيا.
لم تشهد المدينة في النصف الأول للقرن التاسع عشر أي تطور تقريبا بسبب الحروب المستمرة التي كانت روسيا القيصرية تخوضها في شمال القوقاز.
في عام 1860 تحولت قلعة يكاتريندار إلى مدينة حصلت على شعارها وأجهزة السلطة المدنية المحلية. والجدير بالذكر ان الحرب القوقازية انتهت في عام 1864 مما شجع المهاجرين من شتى أنحاء الامراطورية الروسية على الانتقال إلى المدينة ليستقروا هناك. وازداد سكان المدينة خلال 20 عاما ب 50 ألف نسمة. وبنيت فيها معامل ومستشفيات ومدراس واسواق.
تم في سبعينات القرن العشرين مد السكة الحديدية في منطقة شمال القوقاز التي مرت بيكاتريندار، الامر الذي ساعد في تحويل المدينة إلى مركز صناعي وتجاري ضخم في شمال القوقوز.
وكانت مدينة يكاتريندار في فترة الحرب الاهلية في روسيا (1918 – 1921) مقرا للمقاومة المعادية للبلاشفة ومركزا لحركة الحرس الأبيض. ولم تستولى عليها قوات الحرس الأحمر الا في عام 1920 حين اطلقت على المدينة تسمية جديدة وهي كراسنودار بدلا من يكاتريندار نسبة إلى الامبراطورة كاترينا الثانية.
في 9 أغسطس/آب عام 1942 تم احتلال المدينة من قبل القوات الألمانية. وتحررت كراسنودار من النازيين في شهر فبرالير/شباط عام 1943 بعد انتصار الجيش السوفيتي في معركة ستالينغراد.
تعدّ كراسنودار إحدى المدن الروسية القليلة التي شهدت في المرحلة الأخيرة نموا في عدد سكانها. وذلك بمقدار 80 الف نسمة أو بنسبة 15% من عدد السكان الاجمالي. وساعدت في ذلك الهجرة الكبيرة من مناطق روسيا الأخرى بما فيها مناطق القوقاز غير المستقرة من ناحية اجتماعية وسياسية وعسكرية. ثمة عدد كبير من ممثلي القوة العاملة غير المسجلة الذين يصلون إلى المدينة من مناطق القوقاز وأوكرانيا بحثا عن فرص عمل.
وآخذا بنظر الاعتبار كل تلك العوامل يمكن القول ان عدد السكان الحقيقي في كراسنودار قد بلغ 1.2 مليون نسمة. بينما تقول الاحصائيالت الرسمية ان عدد السكان في المدينة بلغ عام 2009 ما يزيد عن 711 الف نسمة فقط.
يعدّ إقليم اكراسنودار الروسي جذابا للمهاجرين الروس والاجانب، إذ انه يتصف بمستوى معيشة الشعب المرتفع بالمقارنة مع الأقاليم الروسية الأخرى، ناهيك عن مشاريع استثمارية ضخمة يتم تحقيقها هناك وخاصة في منطقة مدينة سوتشي التي إستضافت عام 2014 الدورة الأولمبية الشتوية.
وتعدّ كراسنودار عاصمة غير رسمية لجنوب روسيا إلى جانب مدينة روستوف.
يعدّ إقليم كراسنودار الروسي إقليما زراعيا يجنى فيه القسم الأكبر من محصول القمح الروسي إلى جانب إقليم ستافروبول.
ومن فروع الاقتصاد المتوفرة في مدينة كراسنودار يجدر ذكر مؤسسات صناعة الآليات الزراعية والصناعة الخفيفة والصناعة الفضائية وصناعة المكائن والصناعة الكيميائية وصناعة الطاقة (محطة كراسنودار الكهروحرارية).
تم تأسيس شعار كراسنودار عام 1849 بمرسوم صادر عن الامبراطورة كاترينا الثانية. وهو عبارة عن ترس يقسم إلى أربعة اقسام متساوية. ويبين كل من القسمين الأول والرابع حقلا ذهبيا ترسم عليه قلعة يعلوها النسر ذو الرأسين. اما كل من القسمين الثاني والثالث فيبين حقلا فضيا ترسم عليه الاعلام الامبراطورية لكل من الاباطرة نيقولاي الأول وألكسندر الأول وباول الأول وكاترينا الثانية.